# Club Aurora
O Club Aurora é um clube de futebol boliviano da cidade de Cochabamba. Atualmente disputa a Liga de Fútbol Profesional Boliviano. Suas cores são azul-celeste e branco.
Realiza seus jogos no Estádio Félix Capriles, com capacidade para 32.000 espectadores. Seu grande rival é o Jorge Wilstermann, com quem faz o "Clássico Cochabambino".

## Cidade do Clube
Cochabamba é uma cidade da Bolívia. É capital do departamento de Cochabamba e terceira maior cidade do mesmo país. Sua população é de cerca de 500 000 hab. Núcleo da época colonial, foi fundada em 1574 com o nome de Villa de Oropeza. Tomou o actual nome em 1786. Possui uma universidade fundada em 1826.
Localiza-se no oeste do país, numa depressão da Cordilheira oriental a 2560 metros de altitude. É uma cidade agrícola da Bolivia. Também é um importante centro comercial (feira de produtos agrícolas regionais e coca) e indústrial (refinaria de petróleo, indústria alimentícia). Possui também minas de estanho, prata e cobre.

## Títulos

### Nacionais
- Campeonato Boliviano: 1963 e 2008 (Clausura)
- Campeonato Boliviano da 2.ª Divisão: 2002

## Curiosidades
Na partida entre o Aurora e o La Paz, válida pelo Campeonato Boliviano de 2009, o jogador Mauricio Baldivieso, filho do então treinador Julio César Baldivieso, fez sua estreia na liga profissional, aos 12 anos de idade. Com isso, ele se tornou o jogador mais jovem a disputar uma partida oficial na América do Sul, batendo o recorde anterior, pertencente a Fernando García, que estreou em 2001, aos 13 anos, pelo Juan Aurich do Peru.
No Brasil, o clube boliviano ficou conhecido após enfrentar o Vasco da Gama nas oitavas-de-final da Copa Sul-americana de 2011. No primeiro jogo, na Bolívia, o Aurora fez 3 x 1 sobre os reservas brasileiros. Porém, na volta, com um time misto, o Vasco aplicou impiedosos 8 x 3 no Estádio de São Januário.